# Красный Маяк (городище)
Красномаяцкое (Бизюково) городище с могильником  — памятник археологии позднескифского периода национального значения, расположенный на территории села Красный Маяк Бериславского района Херсонской области на берегу Каховского водохранилища.

## Описание

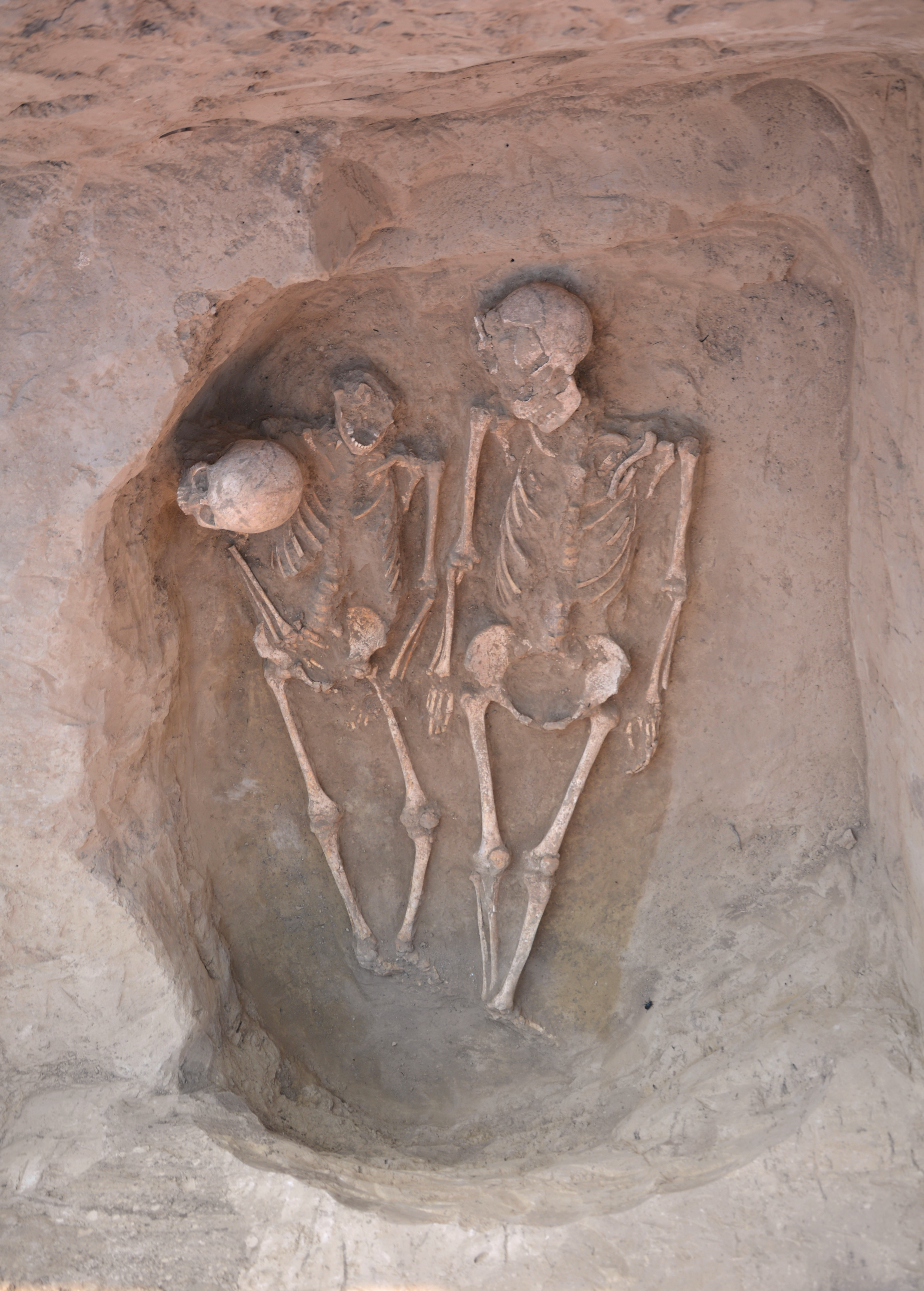
Двойное захоронение, исследованное в июне—июле 2017 года при археологических раскопках некрополя в селе Красный Маяк

Памятник был обнаружен случайно в середине XIX века монахами Бизюкова монастыря. Ими было раскопано 136 скифских могил.

### Могильник
Научное исследование могильника началось в 1975 году. При строительстве новой части села его обнаружил Александр Бодянский. В 1976 и 1977 годах раскопки могильника проводил московский археолог 
Е. А. Симонович. Спустя десятилетие в 1986—1988 годах изучение продолжила его коллега А. А. Гей. Всего в советское время было исследовано 108 захоронений. За следующие полтора десятилетия было разграблено и разорено почти 200 могил. В 2011 году научные исследования могильника возобновила Позднескифская археологическая экспедиция Института археологии НАН Украины под руководством доктора исторических наук, археолога Александра Симоненко. В целом за все годы раскопок на могильнике были исследованы 155 погребений II века до н. э. — IV века н. э.: могилы в простых ямах, катакомбы (земляные склепы), подбойные могилы.

### Городище
Позднескифское городище, находящееся на территории нынешнего села Червоный Маяк на Херсонщине, возможно, упоминается в труде Клавдия Птолемея как город Амадока. Красномаяцкое городище — одно из 15 городищ, которые цепочками расположены по обеим берегам Днепра от Золотобалковского до Понятовского по правому берегу и от Знаменского до Любимовского — по левому. Позднескифская культура Нижнего Поднепровья возникла во II веке до нашей эры и существовала до IV века нашей эры. Красномаякское городище, укреплённое мощной оборонительной стеной (остатки каменных сооружений дошли до нашего времени) имеет площадь 3 га. Главная масса населения жила в пригороде вокруг городища.

### Находки
Среди вещевого материала городища и могильника Красный Маяк — железное оружие и лошадиное снаряжение (мечи, наконечники стрел и копий, удила), многочисленная лепная и гончарная (красноглиняная и краснолаковая) керамика, бронзовые люстры, фибулы, браслеты, серьги с камнями. Погребальный обряд и утварь датируют могилы концом II века до нашей эры — первой половиной III века. Отдельные комплексы могут быть датированы IV—V веками. Археологический материал, обнаруженный во время раскопок, даёт полное представление о древней истории региона и его жителях во времена Римской империи.
Данный комплекс является единственным наиболее сохранившимся памятником нижнеднепровского варианта позднескифской культуры на Украине, поскольку именно здесь сохранились: городище и могильник.

## Статус
Постановлением Кабинета Министров Украины от 3 сентября 2009 года № 928 «О внесении объектов культурного наследия национального значения в Государственный реестр недвижимых достопримечательностей Украины» городище «Красномаяцкое» и Красномаяцкий могильник были включены в национальный реестр под № 210011-Н.